# Nentcho Christov
Nentcho Christov (bulgare : Ненчо Христов, Nenčo Hristov) est un coureur cycliste bulgare. Né le 17 décembre 1933, à Varna, Nentcho Christov triomphe dans la Course de la Paix en 1957. Il fut le seul coureur bulgare à obtenir la victoire finale dans cette compétition emblématique du cyclisme est-européen de la deuxième moitié du XXe siècle. Nentcho Christov est mort le 3 mai 2002

## Biographie
Officier de l'Armée populaire bulgare, Nentcho Christov avait débuté en cyclisme sur la piste. Il était recordman de Bulgarie des 4, 5, 10, 20 et 50 km et détenait le record de l'heure quand il vint à la route. Il est champion de Bulgarie en poursuite individuelle en 1957 et 1958.
Dans les années 1950 et 1960, le cyclisme bulgare est un cyclisme amateur selon la catégorisation de l'UCI. Les coureurs bulgares disposent pour s'exprimer d'une compétition disputée par étapes, le Tour de Bulgarie. La principale compétition internationale à laquelle une sélection nationale bulgare prend part dès l'origine est la Course de la Paix.
Rarement au premier plan, quelques coureurs bulgares se font cependant remarquer en remportant des étapes tels Milko Dimov et Bojan Kotsev. Les débuts de Nentcho Christov dans cette course, en 1955, se traduisent par une 18e place finale. L'année suivante, il ne termine pas la course. Pourtant, pour le 10e anniversaire de la course des 3 capitales, il réussit une performance. Il revêt le « maillot jaune » au soir de la 2e étape, consolide celui-ci en remportant la 3e étape et triomphe finalement à Varsovie en laissant ses suivants à plusieurs minutes : le Britannique Stanley Brittain est second à plus de 6 minutes, Viktor Kapitonov, débutant sur cette épreuve, est 3e à 11 minutes et demie et celui qui est couronné Champion du monde (amateurs) quelques mois plus tard, le Belge Louis Proost, est 4e, relégué au-delà de 13 minutes. Cette victoire est de plus construite pratiquement seul, selon les commentateurs de la course.
Vainqueur des Tours d'Égypte, de Bulgarie et de Yougoslavie, Nentcho Christov se signale en 1959 parmi les adversaires de Gustav-Adolf Schur, lors de sa deuxième victoire sur la « Paix ». Membre de la sélection bulgare pour l'édition 1961, il est toutefois contraint à l'abandon.
Nentcho Christov pratiquait en loisir un autre sport, l'aviron. Après son retrait de la compétition, il devenait entraîneur de l'équipe cycliste de Bulgarie. Il poursuivait cette fonction auprès de la fédération du cyclisme de Turquie.

## Palmarès
- 1955
  - 4e et 7e étapes du Tour de Bulgarie
  - 2e du Tour de Bulgarie
  - 18e de la Course de la Paix
- 1956
  - Tour d'Égypte
  - 8e étape du Tour de Bulgarie
  - 2e du Tour de Bulgarie
- 1957
  - Course de la Paix :
    - Classement général
    - 3e étape

  - Tour de Bulgarie[5] :
    - Classement général
    - 2e, 5e, 8e et 10e étapes

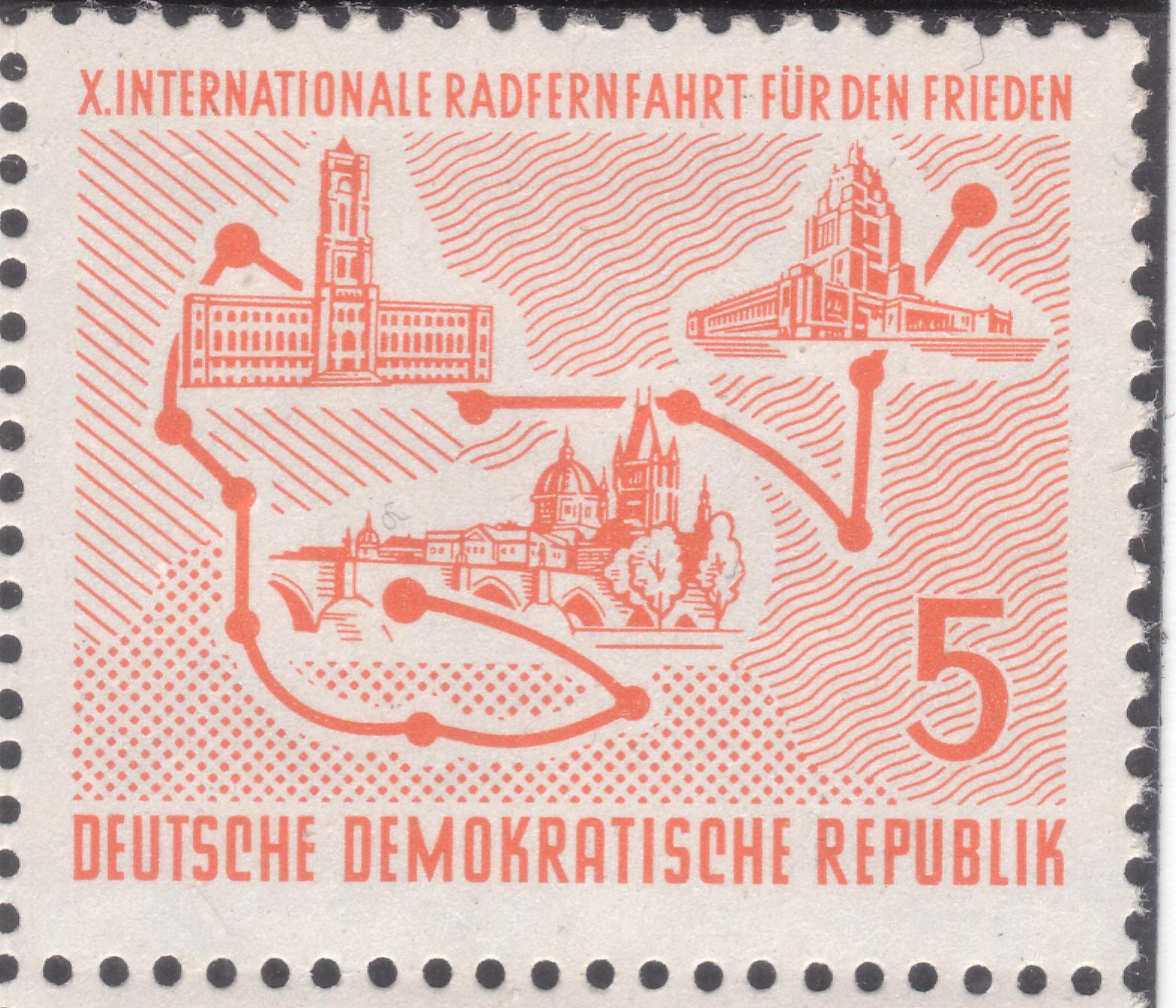
En 1957 la Course de la Paix fête ses 10 ans. 5 pays émettent des timbres-poste pour saluer l'événement. Curieusement l'Administration des postes de Bulgarie n'émet qu'un timbre à la gloire du Tour d'Égypte remporté en 1956 par Nentcho Christov. Du 2 au 15 mai 1957, celui-ci rallie Varsovie, depuis Prague, via Berlin, une route de 2 209 km, en 58 h 01 min 19 s, soit une moyenne horaire de 37,9 km. La même année, Jacques Anquetil gagne le Tour de France à 34,5 km/h de moyenne, Gastone Nencini, le Tour d'Italie à 37,5 km/h, Rik Van Steenbergen est champion du monde à 37 km/h de moyenne, Fred De Bruyne effectue Paris-Roubaix à 34,7 km/h, et Paris-Tours à 42,8 km/h

  - Médaille d'or en poursuite individuelle aux épreuves sportives du Festival mondial de la jeunesse et des étudiants à Moscou[6]
  - 7e étape du Tour d'Égypte
- 1958
  - 3e et 4e étapes du Tour de Bulgarie[7]
  - 4e du Tour de Bulgarie
- 1959
  - Tour de Yougoslavie[8]  :
    - Classement général
    - 8e étape

  - 6e de la Course de la Paix
- 1962
  - 3e du Tour de Bulgarie
- 1963
  - 1re étape du Tour de Bulgarie
  - 2e du Tour de Bulgarie